# Regering-Pompidou III
De regering–Pompidou III (Frans: Gouvernement Georges Pompidou III) was de regering van de Franse Republiek van 8 januari 1966 tot 7 april 1967.
| Ambtsbekleder                                    | Ambtsbekleder             | Ambtsbekleder                         | Functie(s)                                | Ambtstermijn    | Ambtstermijn | Partij        |
| ------------------------------------------------ | ------------------------- | ------------------------------------- | ----------------------------------------- | --------------- | ------------ | ------------- |
|                                                  | Georges Pompidou          | Georges Pompidou (1911–1974)          | Premier                                   | 14 april 1962   | 10 juli 1968 | UNR           |
|                                                  | André Malraux             | André Malraux (1901–1976)             | Minister van Staat                        | 8 januari 1959  | 20 juni 1969 | UNR           |
| Minister van Cultuur                             | André Malraux             | André Malraux (1901–1976)             | 22 juli 1959                              |                 | 20 juni 1969 | UNR           |
|                                                  |                           | Louis Joxe (1901–1991)                | Minister van Staat                        | 6 december 1962 | 7 april 1967 | UNR           |
| Minister voor Bestuurlijke Vernieuwing           |                           | Louis Joxe (1901–1991)                |                                           | 6 december 1962 | 7 april 1967 | UNR           |
|                                                  | Pierre Billotte           | Pierre Billotte (1906–1992)           | Minister van Staat                        | 8 januari 1966  | 10 juli 1968 | UNR           |
| Minister van Overzeese Gebiedsdelen en de Sahara | Pierre Billotte           | Pierre Billotte (1906–1992)           |                                           | 8 januari 1966  | 10 juli 1968 | UNR           |
|                                                  | Roger Frey                | Roger Frey (1913–1997)                | Minister van Binnenlandse Zaken           | 6 mei 1961      | 7 april 1967 | UNR           |
|                                                  | Maurice Couve de Murville | Maurice Couve de Murville (1907–1999) | Minister van Buitenlandse Zaken           | 8 januari 1959  | 31 mei 1968  | UNR           |
|                                                  | Michel Debré              | Michel Debré (1912–1996)              | Minister van Financiën                    | 8 januari 1966  | 31 mei 1968  | UNR (1967–68) |
| Minister van Economische Zaken                   | Michel Debré              | Michel Debré (1912–1996)              |                                           | 8 januari 1966  | 31 mei 1968  | UNR (1967–68) |
|                                                  | Pierre Messmer            | Pierre Messmer (1916–2007)            | Minister van Defensie                     | 5 februari 1960 | 20 juni 1969 | UNR           |
|                                                  | Jean Foyer                | Jean Foyer (1921–2008)                | Minister van Justitie                     | 14 april 1962   | 7 april 1967 | UNR           |
| Zegelbewaarder                                   | Jean Foyer                | Jean Foyer (1921–2008)                |                                           | 14 april 1962   | 7 april 1967 | UNR           |
|                                                  |                           | Jean-Marcel Jeanneney (1910–2010)     | Minister van Arbeid en Werkgelegenheid    | 8 januari 1966  | 10 juli 1968 | UNR           |
| Minister van Sociale Zaken                       |                           | Jean-Marcel Jeanneney (1910–2010)     |                                           | 8 januari 1966  | 10 juli 1968 | UNR           |
|                                                  | Christian Fouchet         | Christian Fouchet (1911–1974)         | Minister van Onderwijs                    | 6 december 1962 | 7 april 1967 | UNR           |
|                                                  | Edgard Pisani             | Edgard Pisani (1918–2016)             | Minister van Transport en Openbare Werken | 8 januari 1966  | 7 april 1967 | DVG           |
|                                                  | Jacques Maziol            | Jacques Maziol (1918–1990)            | Minister van Huisvesting                  | 14 april 1962   | 20 juni 1969 | UNR           |
|                                                  | Edgar Faure               | Edgar Faure (1908–1988)               | Minister van Landbouw en Visserij         | 8 januari 1966  | 10 juli 1968 | UNR           |
|                                                  |                           | Jacques Marette (1922–1984)           | Minister voor Post                        | 14 april 1962   | 7 april 1967 | UNR           |
|                                                  | Raymond Marcellin         | Raymond Marcellin (1914–2004)         | Minister voor Industriële Zaken           | 8 januari 1966  | 7 april 1967 | RI            |
|                                                  | Alexandre Sanguinetti     | Alexandre Sanguinetti (1913–1980)     | Minister voor Veteranenzaken              | 8 januari 1966  | 7 april 1967 | UNR           |
|                                                  | Francois Missoffé         | Francois Missoffé (1919–2003)         | Minister voor Jeugd en Sport              | 8 januari 1966  | 10 juli 1968 | UNR           |